# 阿格博格布洛谢

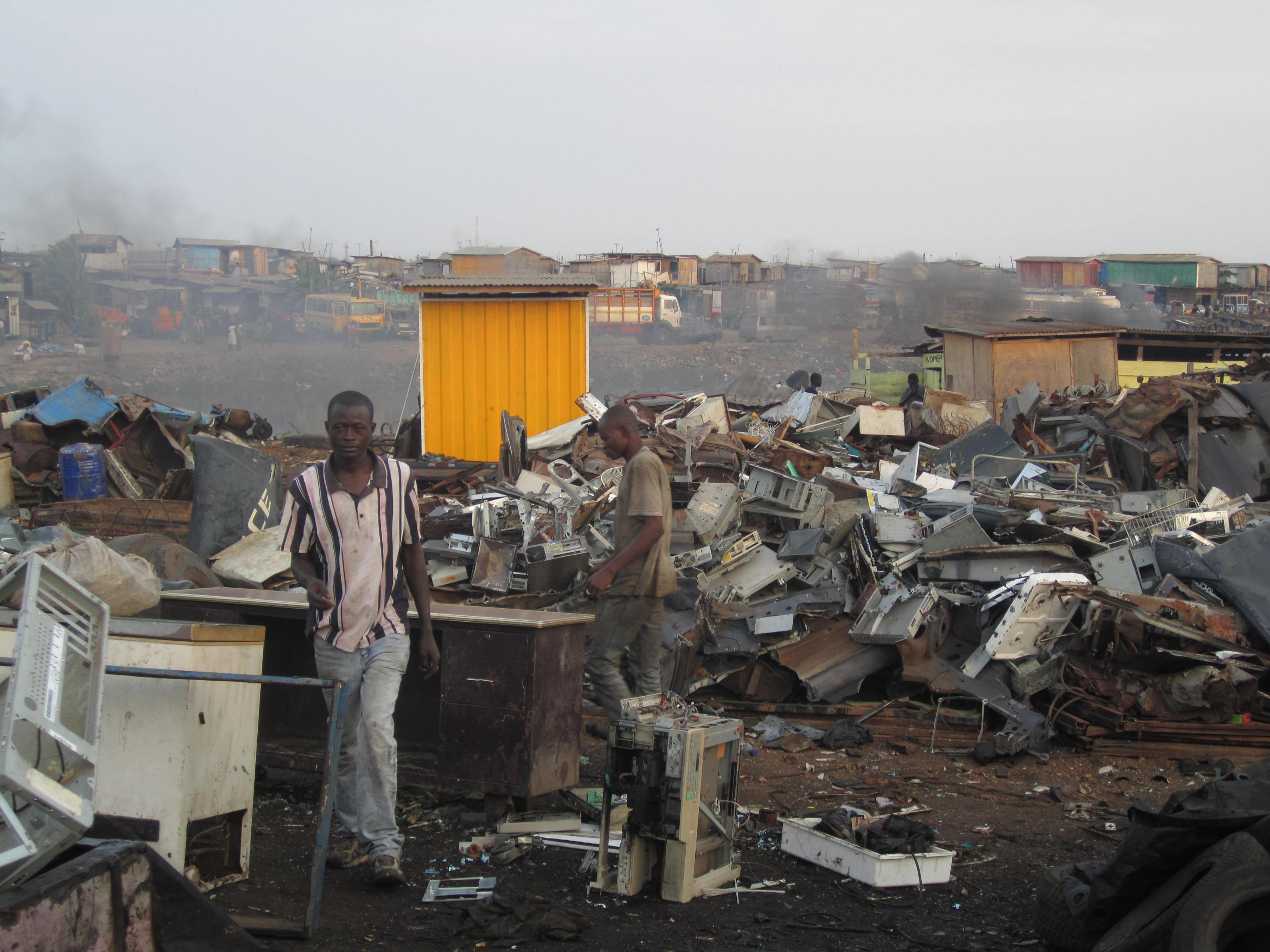
一些加纳人在阿格博格布洛谢工作

阿格博格布洛谢（Agbogbloshie）是加纳阿克拉市的边郊城镇，作为工业国家合法或非法出口并倾倒电子垃圾的目标地区而出名。每年有数百万吨的电子垃圾在这儿被处理，故阿格博格布洛谢也被称为“数字填埋场”。
整个城镇大约占地四亩，坐落于库尔勒澙湖湖岸，位于阿克拉中央商务区的西北部。这儿居住有约40,000名加纳人，其中大部分是从农村地区移民而来。 由于这儿恶劣的生活条件和极高的犯罪率，该地区被戏称为所多玛与蛾摩拉
巴塞爾公约禁止从发达国家向欠发达国家运输有害废弃物。目前只有3个国家尚未签署该公约，包括美国、阿富汗、海地。每个月都会有从世界各国，包括美国 、英国及日本，非法运输来的货柜到达阿格博格布洛谢。那些不受保护的工人们，其中很多是年轻的孩子，花费一整天的时间在其中寻找金属用于出售，通常是通过燃烧电器元件并用他们的双手拆除。在这个过程中，他们每天最多可以挣得8到10加纳塞地（4到6美金左右）。
这些废弃物的处理将大量有毒化学物质排放到空气、土壤及水源之中。这些有毒物质会影响生殖系统、神经系统及大脑的发育，尤其是对儿童伤害更为严重。随着该地区持续不断的被污染，对人类身体健康及阿格博格布洛谢地区环境的担忧逐渐增加。在21世纪初，加纳政府投入资助及贷款，开始实行库尔勒泻湖生态恢复工程（KLERP），一项环境整治及恢复项目。该项目将会通过疏浚湖泊和奥道运河来尽力解决排水入海的问题。